# Zdzisław Maklakiewicz
Zdzisław Maklakiewicz (ur. 9 lipca 1927 w Warszawie, zm. 9 października 1977 tamże) – polski aktor teatralny i filmowy, powstaniec warszawski.

## Życiorys
Syn ekonomisty Ładysława Maklakiewicza (1901–1975) i Czesławy z domu Normark (1904–1981); bratanek kompozytorów Jana, Franciszka i Tadeusza.
Podczas II wojny światowej służył w Armii Krajowej. Brał udział w powstaniu warszawskim (ps. „Hanzen”), walcząc w Śródmieściu jako strzelec w „kompanii motorowej Iskra” batalionu „Kiliński”. Po kapitulacji powstańczej Warszawy przewieziony do niemieckiego obozu jenieckiego (Stalag XVIII C (317) Markt Pongau, nr jeniecki: 105022), skąd powrócił do Polski we wrześniu 1945 roku.
W 1947 roku podjął studia aktorskie w Krakowie, potem w Państwowej Wyższej Szkole Teatralnej im. Aleksandra Zelwerowicza w Warszawie – dyplom uzyskał w 1950 roku. Próbował studiować reżyserię, lecz nie skończył studiów. Był aktorem Teatru Syrena, Teatru Polskiego im. Arnolda Szyfmana, Teatru Ludowego w Warszawie. Występował w Teatrze Ludowym w Nowej Hucie. Od 1958 do 1962 roku był aktorem w Teatrze Wybrzeże w Gdańsku. W latach 1962–1964 grał w Teatrze Kameralnym i Teatrze Polskim we Wrocławiu. W latach 1967–1969 występował w Teatrze Starym im. Heleny Modrzejewskiej w Krakowie, w latach siedemdziesiątych – w Teatrze Narodowym i Teatrze Rozmaitości w Warszawie. W wielu filmach (m.in. Andrzeja Kondratiuka) grywał razem z Janem Himilsbachem, którego był przyjacielem.
Pierwszą żoną aktora była Renata Firek (1931–1991), z którą miał córkę Martę Maklakiewicz. Z drugą żoną Wiesławą Kosmalską (ur. 1935), miał córkę Agatę.
Zdzisław Maklakiewicz był uzależniony od alkoholu. Na początku października 1977 roku świętował ze znajomymi przyznanie Złotej Kamery filmowi pod tytułem Przepraszam, czy tu biją? w reżyserii Marka Piwowskiego, po czym udał się na spacer, usiadł na ławce i zasnął. Obudziły go prostytutki, które chciały wejść do Kamieniołomów, lokalu znajdującego się w podziemiach Hotelu Europejskiego, i poprosiły o to, żeby on je tam wprowadził. Aktor postanowił im pomóc. Przy wejściu wywiązała się szarpanina z ochroniarzami, pojawili się funkcjonariusze Milicji Obywatelskiej. Zdzisław Maklakiewicz leżał nieprzytomny przy ulicy Krakowskie Przedmieście, czym nikt się nie przejmował, biorąc go za pijanego. Kilka dni później aktor zmarł. Pochowano go na cmentarzu Powązkowskim (kwatera 3-3-29/30/31).

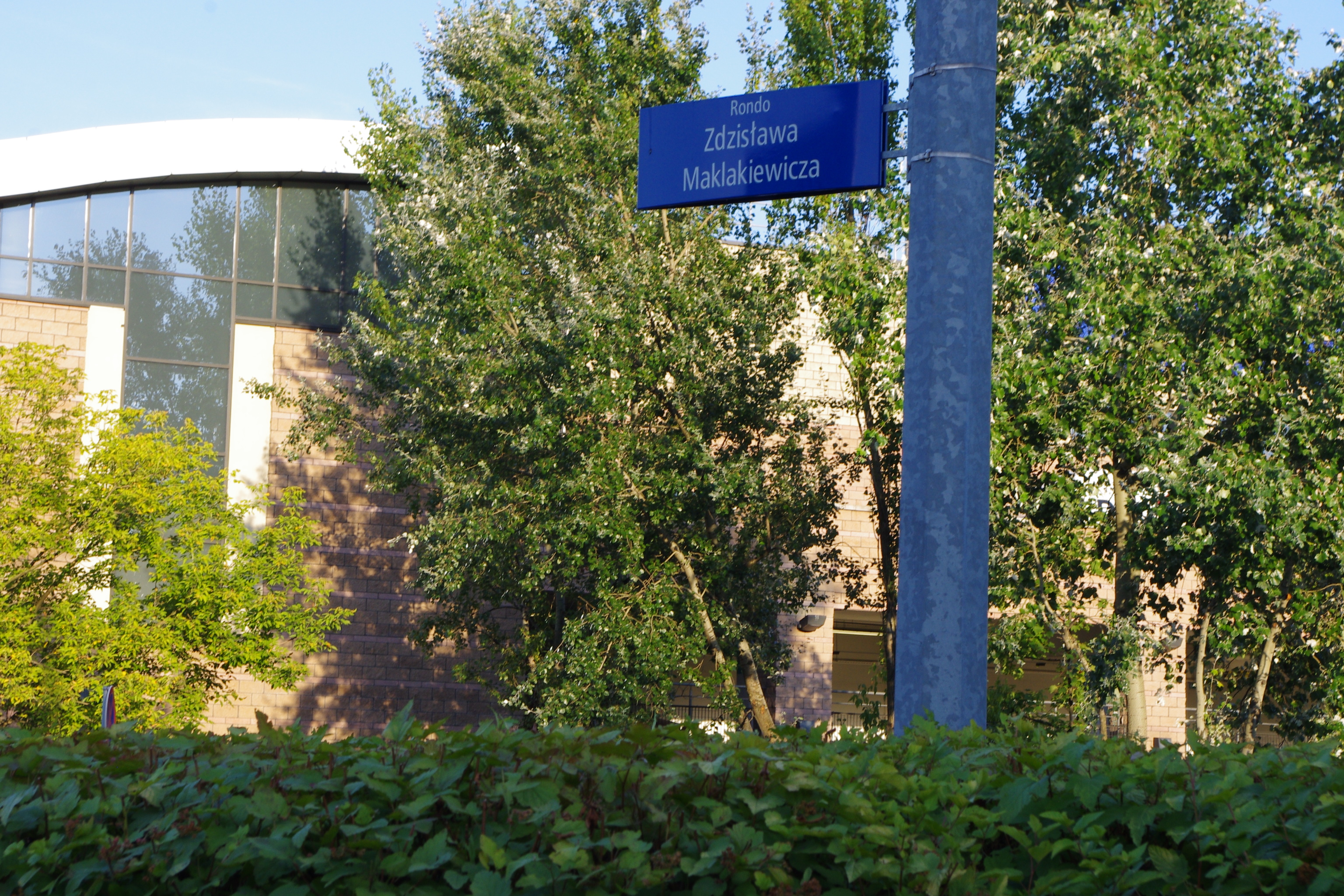
Rondo Zdzisława Maklakiewicza w Warszawie

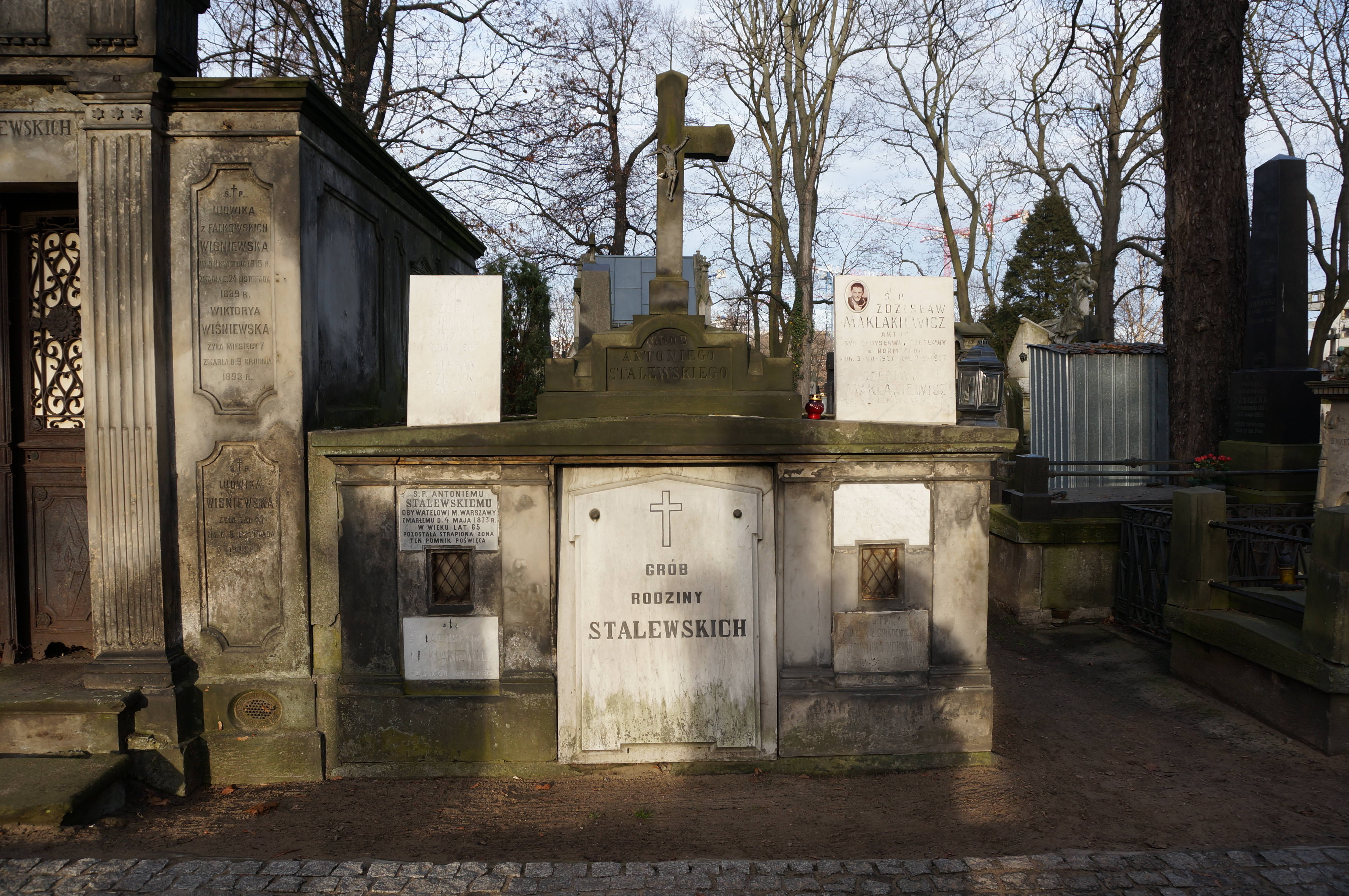
Grób Zdzisława Maklakiewicza na cmentarzu Powązkowskim

Postanowieniem prezydenta Rzeczypospolitej Polskiej Lecha Kaczyńskiego z 17 lipca 2009 roku, 32 lata po śmierci, został odznaczony Krzyżem Oficerskim Orderu Odrodzenia Polski za wybitne zasługi dla niepodległości Rzeczypospolitej Polskiej, za działalność na rzecz środowisk kombatanckich, za osiągnięcia w pracy społecznej.

## Filmografia

### Scenarzysta
- 1974: Jak to się robi

### Aktor
- 1978: Co mi zrobisz, jak mnie złapiesz jako ojciec rodziny
- 1977: Polskie drogi jako prof. Karol Maria Fabiankiewicz, nauczyciel tańca (odc. 7)
- 1977: Milioner jako kierownik sklepu mięsnego
- 1977: Królowa pszczół jako inżynier Kopacki
- 1977: Lalka jako Konstanty, kamerdyner barona Krzeszowskiego (odc. 3, 8)
- 1977: Wesołych świąt jako konkurent Ruiny
- 1977: Rekolekcje jako Zdzisiek
- 1976: Szaleństwo Majki Skowron
- 1976: Zofia jako kelner
- 1976: Brunet wieczorową porą jako kustosz muzeum
- 1976: Kradzież jako Zdzisio
- 1976: Złota kaczka
- 1976: Za rok, za dzień, za chwilę... jako artysta
- 1976: Karino jako Małecki
- 1975: Zaklęte rewiry jako Grela
- 1975: Hazardziści jako brat Jaskólskiego
- 1975: Grzech Antoniego Grudy jako Michał Samostrzelny
- 1975: Trzecia granica jako mężczyzna w konsulacie
- 1974: Nie ma mocnych jako kombajnista
- 1974: Gąszcz jako pijaczek w knajpie Biedronki
- 1974: Jabłka
- 1974: Karino jako Małecki
- 1974: Jak to się robi jako reżyser Kozłowski
- 1974: Jej portret jako mąż
- 1974: Głowy pełne gwiazd jako ksiądz kapelan
- 1973: Wniebowzięci jako Arkaszka
- 1973: Przyjęcie na dziesięć osób plus trzy jako robotnik Karolak
- 1973: Brzydkie kaczątko
- 1973: Pies
- 1972: Siedem czerwonych róż, czyli Benek Kwiaciarz o sobie i o innych jako inżynier Zdzisław Bartkowiak
- 1972: Na krawędzi jako pracownik obsługujący wykrywacz kłamstw
- 1972: Opętanie jako mechanik Balcerzan
- 1972: Rewizja osobista jako szef placówki celnej
- 1972: Trzeba zabić tę miłość jako dyrektor
- 1972: Chłopi jako pisarz w Tymowie
- 1971: Nos
- 1971: Niebieskie jak Morze Czarne jako dyrektor Fisz
- 1971: Motodrama jako dziennikarz
- 1971: Jak daleko stąd, jak blisko jako Włodek
- 1971: Seksolatki jako pan Józef
- 1971: Gwiazda wytrwałości
- 1971: Obcy w lesie
- 1971: Trąd jako Tuś
- 1971: Aktorka jako Mikołaj Jazykow
- 1971: Złote Koło jako Semko
- 1971: Hydrozagadka jako doktor Plama
- 1970: Dzięcioł jako Zdzicho
- 1970: Wakacje z duchami jako Graf, prezes Towarzystwa Przyjaciół Zamku, członek bandy
- 1970: Prawdzie w oczy jako członek brygady Klisia
- 1970: Dziura w ziemi jako strażak
- 1970: Przystań jako sternik Masztalerz
- 1970: Rejs jako inżynier Mamoń
- 1970: Kolumbowie jako powstaniec
- 1969: Czerwone i złote jako sierżant Knaps, za rolę którego dostał nagrodę „Złote Grono” w kategorii najlepsza męska rola drugoplanowa na festiwalu w Łagowie, w 1970 roku.
- 1969: Urząd
- 1969: Jak rozpętałem drugą wojnę światową jako włoski żołnierz
- 1969: Jarzębina czerwona jako sierżant Kojtycz
- 1969: Co jest w człowieku w środku
- 1969: Nasze miasto – teatr tv jako Sam
- 1968: Dancing w kwaterze Hitlera jako przewodnik
- 1968: Przygoda z piosenką jako Drybek
- 1968: Ostatni po Bogu jako doktor Bryl
- 1968: Lalka jako Maruszewicz
- 1968: Klub profesora Tutki (serial TV, odc. 11) jako radca prawny w ministerstwie, znajomy profesora Tutki
- 1967: Katarynka
- 1967: Zabijaka
- 1967: Wycieczka w nieznane jako Niejaki P.
- 1967: Marsjanie
- 1967: Słońce wschodzi raz na dzień jako Moskała
- 1967: Zamrożone błyskawice (Gefrorenen Blitze, Die) jako drwal
- 1967: Ojciec
- 1967: Komedia z pomyłek jako Hans Kesche
- 1967: Długa noc
- 1967: Kwestia sumienia
- 1967: Cyrograf dojrzałości jako fryzjer Franek
- 1966: Przedświąteczny wieczór jako kombatant
- 1966: Klub profesora Tutki (serial TV, odc. 2) jako misjonarz, znawca archipelagu Małe Kokosy
- 1966: Bokser jako dziennikarz
- 1966: Bariera jako przyjaciółka
- 1966: Cała naprzód jako Leon/nieznośny pasażer na statku
- 1966: Ktokolwiek wie... jako mąż Wikty
- 1966: Marysia i Napoleon jako Poniatowski Józef
- 1966: Bumerang jako pan z goździkiem
- 1966: Chciałbym się ogolić jako fryzjer
- 1965: Katastrofa jako Kotarski
- 1965: Śmierć w środkowym pokoju (TV) jako Wójcik
- 1965: Salto jako rotmistrz
- 1965: Święta wojna jako Kożuszek
- 1965: Trzy kroki po ziemi jako lekarz powiatowy
- 1964: Rękopis znaleziony w Saragossie jako don Roque Busqueros
- 1964: Giuseppe w Warszawie jako fałszywy wartownik
- 1964: Barwy walki jako dowódca oddziału AK
- 1964: Rachunek sumienia jako Wójcik
- 1964: Prawo i pięść jako Czesiek
- 1964: Pierwszy dzień wolności jako podporucznik
- 1963: Pamiętnik pani Hanki jako Władek Brzeski
- 1963: Rozwodów nie będzie jako kierownik „Estrady”
- 1963: Skąpani w ogniu jako Sprężyna
- 1963: Dwa żebra Adama jako prokurator
- 1962: Jak być kochaną jako dziennikarz
- 1961: Samson
- 1961: Złoto jako Smutny
- 1959: Wspólny pokój jako student prawa Bednarczyk

### Aktor gościnnie
- 1976: Zaklęty dwór jako żołnierz
- 1976: Polskie drogi jako profesor Karol Maria Fabiankiewicz, nauczyciel tańca
- 1976: Daleko od szosy jako sprzedawca w domu handlowym
- 1975: Obrazki z życia jako Sobierajski, przewodniczący rady zakładowej
- 1974–1977: Czterdziestolatek jako Jodłowski „Dżuma”, kolega Karwowskiego z podstawówki
- 1973: Stawiam na Tolka Banana jako Aksamitny Heniek, paser
- 1967–1968: Stawka większa niż życie jako Untersturmführer Max Abusch

### Aktor niewymieniony w czołówce
- 1972: Chłopi
- 1972: Jezioro osobliwości
- 1971: Kocie ślady
- 1971: Jeszcze słychać śpiew i rżenie koni...
- 1968: Wszystko na sprzedaż
- 1967: Żywot Mateusza – głos młynarza[14]

### Film dokumentalny
- Ludzie kina – Zdzisław Maklakiewicz – reżyseria: Łukasz Kos, Jacek Papis, scenariusz: Jacek Papis, Łukasz Kos

## Upamiętnienie
- W styczniu 2013 roku nazwę rondo Zdzisława Maklakiewicza nadano skrzyżowaniu ulic w warszawskim Śródmieściu, położonemu po wschodniej stronie alei Jana Pawła II pomiędzy rondem Zgrupowania AK „Radosław” a ulicą Ludwika Rydygiera[15].
- 3 lutego 2015 roku nakładem wydawnictwa Prószyński i S-ka ukazała się książka poświęcona Maklakiewiczowi autorstwa córki aktora, Marty Maklakiewicz – Maklak. Oczami córki.
- 19 listopada 2015 roku w Warszawie uroczyście odsłonięto mural „Kadry z filmów z Himilsbachem i Maklakiewiczem”. Mural wykonano na ścianie wiaduktu pod al. Jana Pawła II w Warszawie, pomiędzy rondem Jana Himilsbacha i rondem Zdzisława Maklakiewicza. Mural w formie taśmy filmowej o wymiarach około 60 × 5 m, oprócz 7 foto-realistycznie oddanych kadrów z filmów, zawiera biogramy Zdzisława Maklakiewicza i Jana Himilsbacha. Pomysłodawczynią i autorką projektu muralu jest architekt krajobrazu Katarzyna Łowicka[16].
- W Konstancinie-Jeziornie (pod Warszawą) organizowany jest Festiwal filmowy „Świat Maklaka i jego przyjaciół” poświęcony popularyzacji dokonań artystycznych Zdzisława Maklakiewicza oraz jego przyjaciół, kultowych aktorów, reżyserów… ikon polskiego filmu[17]. Organizatorem festiwalu jest Konstanciński Dom Kultury.